# Sony Ericsson K750i
Sony Ericsson K750i er en mobiltelefon. Den blev i 2005 kåret til Europas bedste kameratelefon. Den har fået 100 ud af 100 point i Alastar-test.
Sony Ericsson-modellen har blandt andet følgende specifikationer:
- TFT-farveskærm
- Bluetooth
- Infrarød
- Kamera på 2 megapixels
- Videooptager og afspiller
- GPRS
- MP3-afspiller
- RDS FM radio
- Streaming af video og lyd
- Udvidelse af hukommelse i form af multimediekort Memory Stick Duo Pro på op til 4096 MB